# Tillandsia harrisii
Tillandsia harrisii Hook., es una especie de planta epífita dentro del género  Tillandsia, perteneciente a la  familia de las bromeliáceas.  Es originaria de Guatemala donde se distribuye por Zacapa.

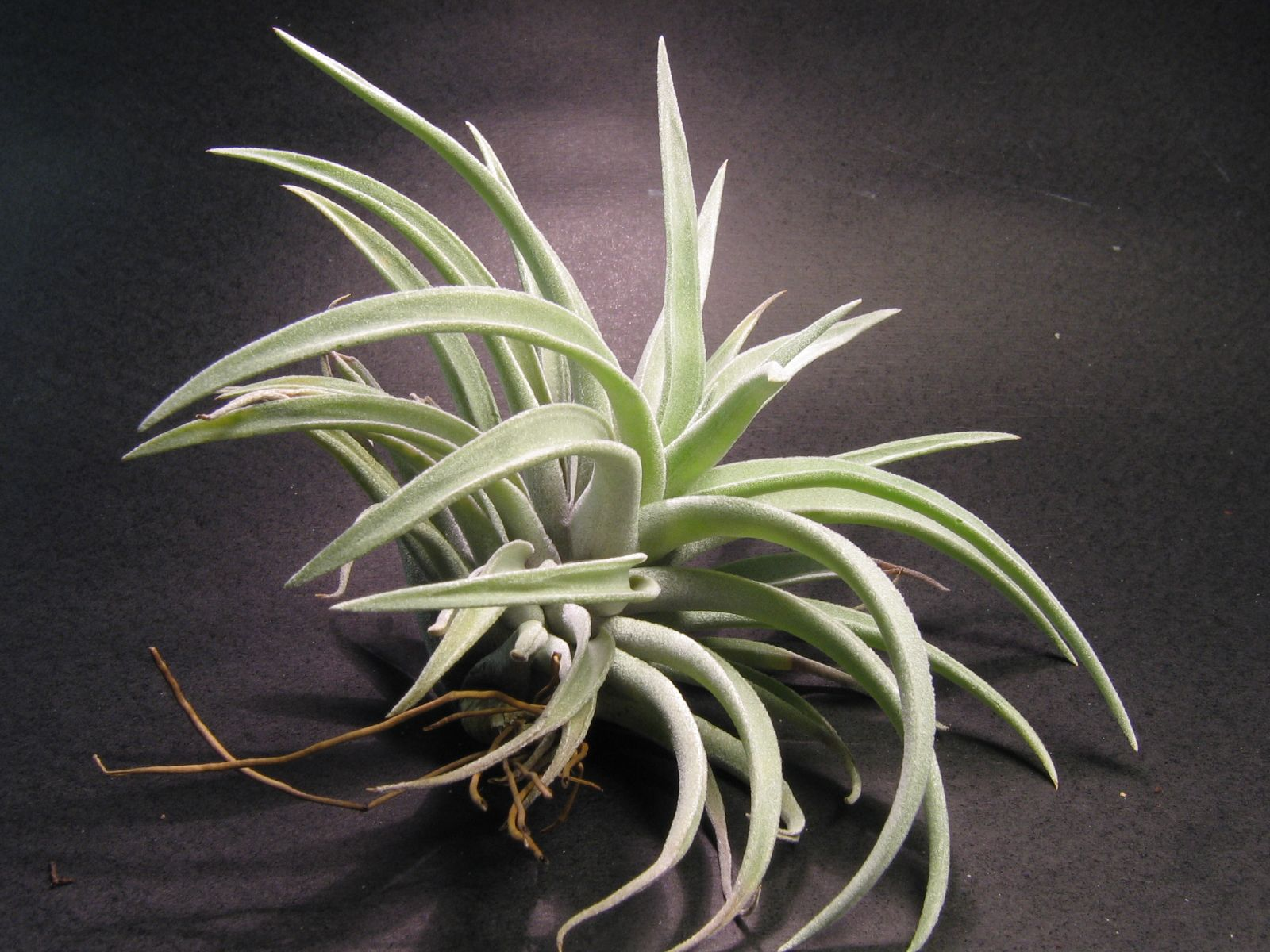
Vista de la planta

## Cultivares
- Tillandsia 'Pink Velvet'[1]
- Tillandsia 'Unamit'[1]

## Taxonomía
Tillandsia harrisii fue descrita por Renate Ehlers y publicado en Die Bromelie 1987(3): 34–5, f. 1987.
Etimología
Tillandsia: nombre genérico que fue nombrado por Carlos Linneo en 1738 en honor al médico y botánico finlandés Dr. Elias Tillandz (originalmente Tillander) (1640-1693).
harrisii: epíteto